# Jan van de Cappelle

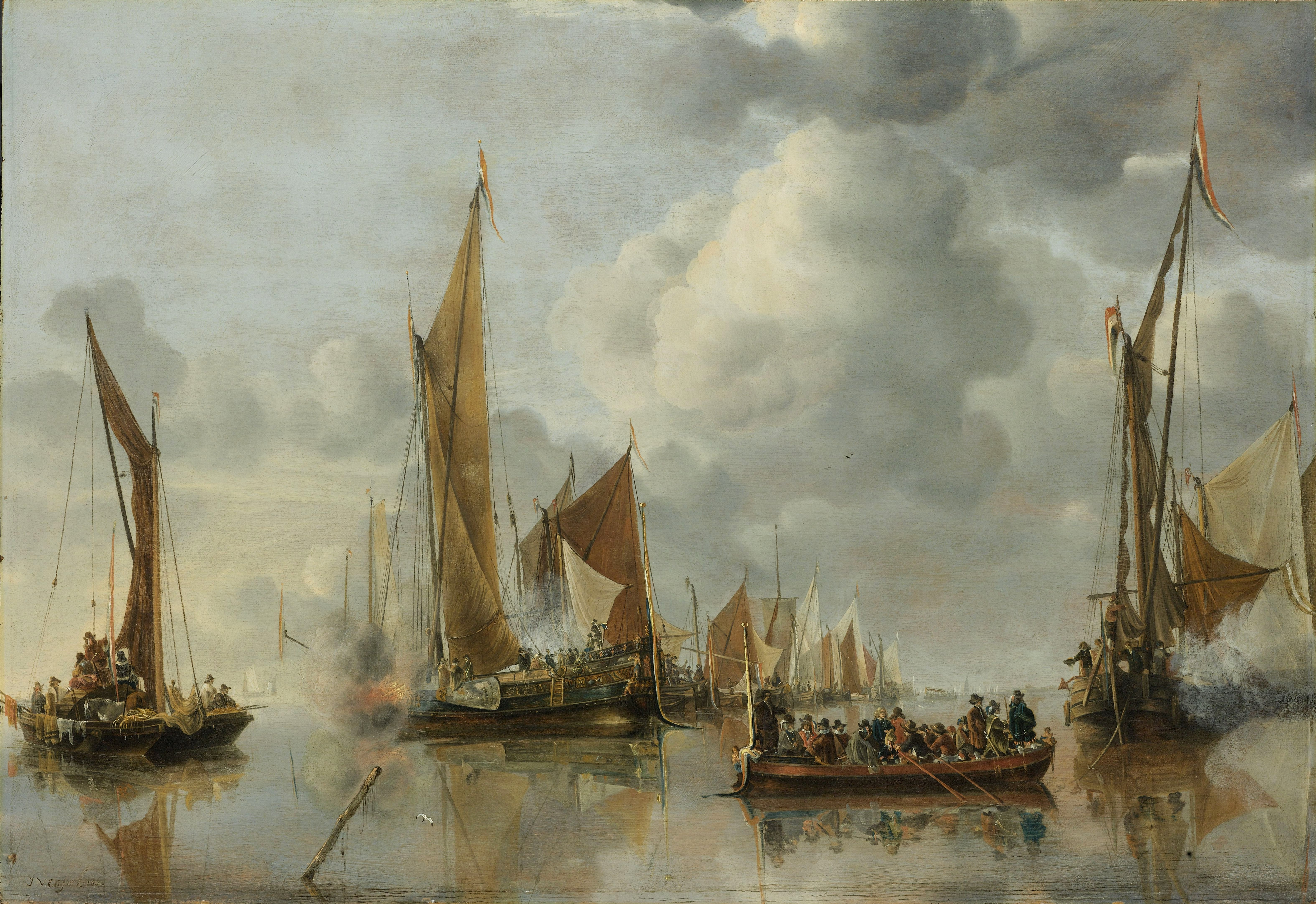
Begrüßung einer Regierungsschaluppe durch die Binnenflotte, um 1650, Rijksmuseum Amsterdam

Jan van de Cappelle (auch Capelle; * 1626; † 1679 in Amsterdam) war ein niederländischer Maler.

## Leben
Cappelle verbrachte sein ganzes Leben in Amsterdam. Sein Vater war Besitzer einer Tuchfärberei, spezialisiert auf das teure Karmin-Rot. Cappelle wurde am 25. Januar 1626 in der Nieuwe Kerk in Amsterdam getauft. Möglicherweise wurde er von Simon de Vlieger in Malerei unterrichtet. Er hatte es aber nicht nötig, für den Lebensunterhalt zu malen, da er von Haus aus wohlhabend war. Im Februar 1653 heiratete er Annetje Grotingh, und im selben Jahr im Juli wurde er Bürger von Amsterdam. 
Es ist nicht bekannt, ob er Mitglied einer Malergilde (wie der Lukasgilde) war oder jemals Bilder verkaufte. Die früheste bekannte Datierung seiner Bilder ist von 1645, und aus den 1660er Jahren ist nur eine Datierung bekannt, danach keine mehr. Der Grund ist wahrscheinlich, dass er sich dem Färbereigeschäft der Familie widmete, in dem auch sein Bruder arbeitete. 1674 erbte er dieses.
Cappelle starb zwei Jahre später als seine Frau. Er wurde am 22. Dezember 1679 in der Nieuwe Kerk zu Grabe getragen. Cappelle hatte sieben Kinder. Das Verzeichnis seines Nachlasses ist erhalten, darunter viele Gemälde, allein sieben von Rembrandt. Mit 192 Gemälden und über 7000 Zeichnungen (fast nur von niederländischen und flämischen Malern und Zeichnern) war sie eine der größten Kunstsammlungen seiner Zeit.
Nach dem niederländischen Kunsthistoriker Abraham Bredius war er möglicherweise ein Freund Rembrandts. Rembrandt malte ihn und seine Frau (die Bilder waren in seinem Nachlass), und er war einer der Käufer bei Rembrandts Zwangsverkäufen 1656 und 1658. Möglicherweise verschaffte er Rembrandt den Auftrag für dessen Gruppenbild Die Vorsteher der Tuchmacherzunft (1662). Cappelle wurde auch von Frans Hals gemalt.
Cappelle war selbst ein bedeutender Marinemaler des 17. Jahrhunderts, dessen Werke insbesondere in Großbritannien in der Wertschätzung sehr gestiegen sind. Seinen Zeitgenossen war er weniger bekannt, seine Biographie findet sich weder in den Sammlungen von Malerbiographien von Arnold Houbraken, Joachim Sandrart oder Samuel van Hoogstraaten.
Seine Werke findet man heute in Museen und Galerien in den Niederlanden, in Großbritannien, in Deutschland (u. a. Wallraf-Richartz Museum) und in Österreich. Allein neun Gemälde sind in der National Gallery in London.
Von ihm sind nur rund 150 Gemälde bekannt, neben Marinebildern auch Winterlandschaften. Daneben ist heute nur eine kleine Anzahl Radierungen und Zeichnungen bekannt bzw. eindeutig zuschreibbar. Seine Marinebilder zeigen nur ruhiges Wetter und bewölkten Himmel. Sie zeichnen sich nach Meyers Lexikon durch seine Beleuchtung von auf dem Wasser schimmerndem Sonnenlicht aus.

## Werke (Auswahl)
- Calm, 1650/55, Öl auf Eichenholz, 47,5 × 59 cm,  Wallraf-Richartz Museum, Köln
- Begrüßung durch die Heimatflotte, 1650  Öl auf Holz, 64 × 93 cm, Rijksmuseum, Amsterdam
- Eine Salve schießende Yacht, 1650, Öl auf Holz, 85,5 × 114,5 cm National Gallery, London
- Winterlandschaft, 1650, Öl auf Holz, Rijksmuseum Twenthe, Enschede